# Donnacha Dennehy
Donnacha Dennehy (ur. 17 sierpnia 1970 w Dublinie) – irlandzki kompozytor i pedagog.

## Życiorys
Zaczął komponować w wieku 10 lat. Studiował w Royal Irish Academy of Music w Dublinie grę na flecie i flecie prostym u Doris Keogh oraz teorię i harmonię u Williama Yorka. Kontynuował studia w dublińskim Trinity College u Hormoza Farhata (kompozycja), Michaela Taylora (analiza muzyczna) i Josepha Groococka (kontrapunkt). Następnie, dzięki otrzymanemu stypendium Fulbrighta, podjął studia doktoranckie na University of Illinois at Urbana-Champaign, gdzie studiował pod kierunkiem Herberta Brüna, Salvatora Martirano i Williama Brooksa. Po powrocie do Dublina otrzymał stanowisko wykładowcy w Trinity College.
W 1977, razem z dyrygentem i pianistą Andrew Synottem oraz klarnecistą Michaelem Seaverem, założył Crash Ensemble – zespół złożony z młodych muzyków grających współczesną muzykę nowych kierunków, m.in. minimalizmu, postminimalizmu, a także muzykę elektroakustyczną i multimedialną. Dennehy został dyrektorem muzycznym zespołu. Crash Ensemble stał się najbardziej aktywnym irlandzkim zespołem muzyki nowej, z długą listą zamówień i prawykonań utworów Dennehy’ego i innych współczesnych kompozytorów z całego świata.
W 2014 Dennehy dołączył do grona wykładowców na wydziale muzycznym w Princeton University, jest profesorem nadzwyczajnym. W latach 2013–2014 był kompozytorem-rezydentem w Fort Worth Symphony Orchestra. Jest członkiem i stypendystą irlandzkiego stowarzyszenia Aosdána.

## Twórczość
W swoich wczesnych kompozycjach post-minimalistycznych, bazujących bardziej na idiomie muzycznym Louisa Andriessena niż na amerykańskim minimalizmie, Dennehy wykorzystuje szereg technik rytmicznych (generalnie impulsowych, choć często nieregularnych) i porusza szerokie spektrum konsonansu i dysonansu. Przełomem w jego twórczości był skomponowany dla Crash Ensemble Junk Box Fraud (1997), który wprowadził nową jakość w irlandzkiej muzyce współczesnej.
W późniejszym okresie interesował się też mikrotonami i rozwiązaniami opartymi na spektrum harmonicznym. Przykładem może być utwór Hive na chór i orkiestrę (2005). W innej jego kompozycji Grá Agus Bás, realizowanej ze śpiewakiem Iarlą Ó Lionáirdem, wykorzystał tradycyjny irlandzki styl staronowy irl. Sean-Nós Nua. Utwór ten miał premierę w lutym 2007.
W czerwcu 2007 NMC Records wydało Elastic Harmonic – pierwszy autorski album poświęcony jego muzyce, a wiosną 2011 Nonesuch wydał album z Grá Agus Bás oraz That the Night Come. Jego opera The Hunger opowiadająca o wielkim głodzie w Irlandii (2016) miała premierę w czerwcu 2016, w Kennedy Center w Waszyngtonie, a następnie była wystawiana w St. Louis oraz w Brooklyn Academy of Music, oba wykonania z orkiestrą Alarm Will Sound.
Dennehy komponował na zamówienie wielu zespołów i instytucji muzycznych, m.in. Crash Ensemble, Carnegie Hall, Wigmore Hall, Metropolitan Museum of Art, BBC, RTE National Symphony Orchestra, Kronos Quartet.

## Ważniejsze kompozycje
(na podstawie materiałów źródłowych)
|  | - Junk Box Fraud (1997) - The Vandal (2000) - O (2002) - Elastic Harmonic (2005); na skrzypce i orkiestrę - Hive (2005); na głos i orkiestrę - Aisling Gheal (2007); na głos i orkiestrę kameralną - Grá agus Bás (2007); na głos i orkiestrę kameralną - Crane (2009) - That the Night Come (2010); na sopran i orkiestrę kameralną - If he died, what then (2012); na sopran i orkiestrę kameralną - Disposable Dissonance (2012) - The Hunger (część I–IV) 2013; na sopran i orkiestrę kameralną - Three Sean Nós Settings (2013); na głos i orkiestrę - Dirty Light (2013) - Turn (2014) - Pluck, Stroke, and Hammer (1997); na kwintet fortepianowy - The Traces of a Revolutionary Song (1998) - A Game for Gentlemen Played by Thugs (1999) - Severance (1999) - Ecstasis, full stop (1999); na kwartet smyczkowy i podkład muzyczny - Counting (2000); na kwartet smyczkowy i podkład muzyczny - Derailed (2000) - Composition for percussion, loops, blips and flesh (2002); na sekstet perkusyjny - Glamour Sleeper (2002) - Streetwalker (2003) - The Pale (2003); na kwartet saksofonowy i sekstet perkusyjny - The Blotting (2004) - Table Manners (2004); na kwartet perkusyjny - Mild, Medium-Lasting, Artificial Happiness (2004); na kwartet saksofonowy i 4 dowolne instrumenty brzmiące jak kwartet - Tilt (2006); na kwartet gitar elektrycznych - Bulb (2006); na trio fortepianowe - Pushpulling (2007); na kwartet smyczkowy - Fold (2008) - STAMP (2008); na kwartet smyczkowy - As An Nós (2009) - An Irish Process (2009) - Céad Slán (One Hundred Goodbyes) (2011); na kwartet smyczkowy i podkład muzyczny | - Two Yeats Songs (1993); na sopran i flet - Hinterlands (2002); na 2 głosy żeńskie i podkład muzyczny - To Herbert Brun (2002); na głos, saksofon, puzon, konrabas i live electronics - The Weathering (2004); na sopran, flet prosty, perkusję, skrzypce i video - Swift's Epitaph (2008); na kontratenor i perkusję - Work for Organ (1992) - GUBU (1995); na taśmę - Begobs I–IV (1995); na fortepian - Metropolis Mutabilis (1995); na taśmę i video ad libitum - Voitures (1996); na obój i taśmę - Curves (1997); na harmonijkę ustną ze wzmacniaczem i taśmę and tape - Swerve (1998); na flet i taśmę - FAT (2000); na flet i taśmę - Mad, Avid, Sad (2000); na organy - pAt (2001); na fortepian i taśmę - [H]interlands (2002); na 2 głosy żeńskie i taśmę - PADDY (2003); na perkusję - BRAT (2000/5); na flet prost i taśmę (aranżacja FAT) - North Strand (2007); na fortepian - North Circular (2007); na fortepian - Reservoir (2007); na fortepian - Stainless Staining (2007); na fortepian i podkład muzyczny - Overstrung (2010); skrzypce i podkład muzyczny - Misterman (2011); muzyka do sztuki teatralnej Endy Walsha - The Last Hotel (2015); opera, libretto: Enda Walsh - The Hunger (2016) opera dokumentalna, tekst: Asenath Nicholson, anonim - The Second Violinist (2017); opera, libretto: Enda Walsh |